# Trichoniscus callorii
Trichoniscus callorii är en kräftdjursart som beskrevs av Alessandro Brian 1956A. Trichoniscus callorii ingår i släktet Trichoniscus och familjen Trichoniscidae. Inga underarter finns listade i Catalogue of Life.